# L'Homme à la Buick
Pour plus de détails, voir Fiche technique et Distribution.
L’Homme à la Buick est un film français de Gilles Grangier, sorti en salles en 1968.

## Synopsis
Armand Favrot, fortuné parisien, vient d'acheter la villa Les Martielles sur la Côte de Grâce, à Honfleur, et aménage royalement sa douce retraite. Régulièrement, Favrot reprend la route de Paris au volant de sa Buick Sport Wagon, où il va chercher, devant la mairie du XIXe, un groupe d'enfants pauvres qu'il transporte bénévolement jusque dans la région de Genève, où ils pratiquent les sports d'hiver.
Mais cette générosité cache en fait des activités peu recommandables car sous le surnom de « Monsieur Jo », il est un redoutable contrebandier international. Ce qu'il ignore, c'est que la jolie Michèle de Layrac, que ses avances ne semblent pas laisser indifférent est, elle aussi, activement recherchée par la police.

## Fiche technique
- Titre : L'Homme à la Buick
- Réalisation : Gilles Grangier
- D'après le roman Cher voyou de Michel Lambesc aux éditions Gallimard
- Scénario et adaptation : Gilles Grangier
- Dialogues : Henri Jeanson
- Assistants réalisateur : Paul Feyder et Patrick Millet
- Directeur de la photographie : Jean Tournier
- Opérateur : Adolphe Charlet, assisté de Maurice Delille et Jean-Claude Gaillard
- Montage : Jacqueline Douarinou-Sadoul et Michèle Masnier
- Décors : Robert Giordani, assisté de Michel de Broin
- Musique : Michel Legrand et Francis Lemarque
- Arrangement et direction d'orchestre : Vladimir Cosma
- Chanson du film : chantée par José Bartel
- Son : Jean Bertrand, assisté de Jean Bareille et Paul Pauwel
- Scripte : Martine Guillou
- Maquillage : Jacky Bouban
- Coiffure : Huguette Lalaurette
- Régisseur général : Louis Mannella
- Régisseur adjoint : Raymond Dupont
- Régisseur extérieur : Maurice Jumeau
- Ensemblier : Louis Seuret
- Accessoiristes : Roger Bollengier et Louis Charpeau
- Tapissier : André Molles
- Chef constructeur : Robert Dauphy
- Chef machiniste : Roger Bénévent
- Chef électricien : Jean Fontanilles
- Photographe de plateau : Jami Blanc
- Année de production : 1967 (tournage à l'automne 1967)
- Sociétés de Production : Les Films Copernic, Gafer (Paris)
- Directeurs de production : Maurice Jacquin et Roger de Broin
- Secrétaire de production : Madeleine Vilerbue
- Producteur délégué : Raymond Danon
- Administrateur comptable : Henri Charrier
- Société de distribution : Comacico (France)
- Tournage du 17 octobre 1967 au 16 décembre 1967
- Lieux de tournage : intérieurs dans les studios Paris Studios Cinéma (à Billancourt) ; extérieurs à Honfleur (Calvados), Les Rousses (Jura), Champigny-sur-Marne (scènes au viaduc) et Paris.
- Format : Pellicule 35 mm - Franscope 2,35:1 - couleurs (Eastmancolor) - son mono
- Enregistrement sonore : Westrex S.O.R
- Tirage : Laboratoires Eclair
- Générique : Jean Fouchet F.L.
- Genre : Comédie policière
- Durée : 93 minutes
- Date de sortie :
  - France : 12 janvier 1968
- Visa d'exploitation : 31.796
- Box office France : 798.931 entrées (52e film de l'année)

## Distribution
- Fernandel : Armand Favrot, alias « Monsieur Jo »
- Danielle Darrieux : Michèle de Layrac
- Jean-Pierre Marielle : Serge Guibert, dit « Le marquis », un complice de la bande
- Georges Descrières : Lucien Bardier, un complice de la bande
- Amarande : Paulette Bardier, la femme de Lucien
- Mario David : « La Paluche », un homme de main
- Henri Czarniak : « Tonnerre », un homme de main
- Christian Barbier : Maxime, un homme de main
- Michel Lonsdale : L'inspecteur Farjon de la P.J.
- Claude Pieplu : Maître François Dodelin, le notaire
- Claire Duhamel : Mme Dodelin, la femme du notaire
- Edmond Ardisson : M. Filippi, le douanier à la frontière
- Bernard Dhéran : M. de La Motte, l'assureur
- Jacques Marin : Un déménageur
- Raoul Curet : Le commissaire de Honfleur
- Albert Dinan : M. Blancard, le plombier
- Laurence Badie : La patronne du "Bar des Artistes"
- René Berthier : Le bijoutier
- Françoise Delbart : L'accompagnatrice aux sports d'hiver
- Joëlle Jacquet : Marie-Louise, la bonne d'Armand
- Laure Paillette : Une domestique lors de la soirée
- Denise Bailly : Une mère à la mairie
- Jean Daniel : Le procureur Popelin
- Raymond Jourdan : Le docteur Bernard
- Alain Nobis : M. Lang, le trafiquant de bijoux à Genève
- Jean Rupert : M. Moirier, un invité à la soirée
- Claude Salez : Le menuisier
- Christian Brocard : Le tapissier/Un homme à la tombola
- Gilbert Servien : Un agent de police
- Robert Berri : Un agent de police
- Max Amyl : Un agent de police
- Paul Ville : Auguste Lalouette, l'antiquaire receleur
- Marcel Bernier : Un inspecteur
- Éric Donat : Le fils Blancard
- Jean-François Vlérick : Un enfant
- Benjamin Boda : Un enfant
- Alain Noël : Un enfant
- Yvonne Dany : La femme qui amène son enfant
- Madeleine Bouchez : Une invitée à la soirée
- Roger Rudel : La voix de la radio pour les informations
- Jean Laroquette : Un inspecteur
- Gaston Meunier : Un homme à la tombola
- André Auguet : Un homme à la tombola
- Hubert Lassiat : Un badaud
- Roland Malet : Un agent de police à la réception

## Autour du film
- Il s'agit du dernier film du dialoguiste Henri Jeanson, mort en 1970 à Honfleur.
- C'est l'avant-dernier film de Fernandel qui trouvait là un rôle de truand mondain, taillé sur mesure pour Jean Gabin. Mais à la différence de ce dernier, il a ajouté dans ce film une touche humoristique qui donne une ambiance plus légère à ce film policier.
- La bande originale a été composée par Francis Lemarque et Michel Legrand. La musique de L'Homme à la Buick, qui est délicieusement nostalgique et jazzy, est l'un des points forts de ce film.
- Dans son livre Passé la Loire, c'est l'aventure, le réalisateur Gilles Grangier raconte : « Darrieux jouait au théâtre à Paris. Chaque soir, son mari l’attendait à la fin de la représentation et la ramenait à Honfleur. Alors, j’essayais de reculer ses premiers plans pour onze heures du matin et je la libérais vers trois heures de l’après-midi pour lui permettre de repartir vers Paris »[1].
- La Buick de Fernandel est en bon état au début et à la fin du film mais elle a l'aile arrière gauche abimée et le feu arrière cassé dans une partie du film (quand Fernandel emmène les enfants aux Rousses).
- Une erreur s'est glissée dans le générique de fin car il est indiqué « Tourné à Honfleur en Seine-Maritime » or, Honfleur est située dans le département du Calvados.
- La dérision est accentuée par le choix du titre qui rappelle L'Homme à la Rolls, une série TV américaine en vogue à l'époque.